# MUSME
Il Museo di storia della medicina di Padova (MUSME) è un museo aperto al pubblico dal 2015 e situato all'interno dell'antico Ospedale di San Francesco Grande, a fianco della chiesa di San Francesco Grande a Padova. Il museo, attraverso i suoi strumenti interattivi e le sue collezioni, illustra al pubblico di ogni età e istruzione l'evoluzione della scienza medica nel corso dei secoli, con particolare riferimento alla storia della medicina nell'università di Padova, una delle più importanti scuole mediche in Occidente.

## Storia
Padova, con la sua università tra le prime al mondo, fu uno dei principali centri nei quali si sviluppò, tra Cinquecento e Seicento, la rivoluzione scientifica, grazie alla presenza illustre dell'astronomo Galileo Galilei e di altri innovatori in altri campi. Lo storico e filosofo britannico Herbert Butterfield ha scritto in proposito: "Ammesso che l'onore di essere stata la sede della rivoluzione scientifica possa appartenere di diritto a un singolo luogo, tale onore dovrebbe essere riconosciuto a Padova", aggiungendo che "a Padova la regina della scienza, piuttosto che la teologia, come invece a Parigi, era la medicina."
Se la scuola medica padovana - grazie anche alla protezione offerta dalla Repubblica di Venezia - contribuì largamente, tra il XV e il XVI secolo, alla nascita della medicina moderna, ciò si deve a contributi come quello di Giovanni Battista Monte il quale, per primo in Europa, insegnava ai suoi allievi la clinica medica al capezzale del malato; alla fondazione del primo orto botanico universitario e pubblico nel 1545; all'introduzione dell'autopsia come metodo di indagine scientifica e alla nascita del primo teatro anatomico stabile alla fine del XVI secolo; alle scoperte anatomiche di vari studiosi tra i quali Andrea Vesalio, Gabriele Falloppio e Girolamo Fabrici d'Acquapendente. L'università padovana rimase un punto di riferimento anche nei secoli successivi per la formazione di alcuni tra i maggiori medici europei.
Il Museo di storia della medicina in Padova occupa una sezione di quello che fu l'Ospedale di San Francesco Grande, il primo e più importante ospedale di Padova per quattro secoli, fondato nel 1414 e in uso fino al 1798. La struttura faceva parte del complesso quattrocentesco di San Francesco Grande, separato dal convento dei Frati Minori dalla chiesa di San Francesco Grande.
L'idea di realizzare un nuovo museo della medicina risale al 2000. Il complesso, di proprietà della Provincia di Padova dal 1959, è stato ristrutturato negli anni duemila, su progetto dell'Università degli studi di Padova, con l'idea di ospitarvi un museo e, inizialmente, una biblioteca; l'edificio è stato ribattezzato "Palazzo della Salute". I lavori per la realizzazione del museo si sono svolti tra il 2014 e il 2015, da parte dell'azienda QBgroup con il sostegno della Fondazione Cariparo; nell'ala destra del complesso è stato realizzato un centro congressi.
Il museo fa capo alla Fondazione Museo di Storia della Medicina e della Salute (MUSME), costituita nel 2008 da Provincia di Padova, Università degli Studi di Padova, Regione Veneto, Comune di Padova, Azienda Ospedale-Università Padova e ULSS 16. La Fondazione MUSME (presieduta dal 2015 da Francesco Peghin) ha affidato la gestione della struttura nel 2013, con una gara d'appalto, all'azienda Palazzo della Salute srl e il museo è stato inaugurato il 5 giugno 2015 e aperto al pubblico il giorno successivo.
Al museo nel 2015 è stato conferito il premio eContent Award Italy per i migliori contenuti e servizi in formato digitale nella sezione "eLearning & Science".

## Allestimento e collezioni

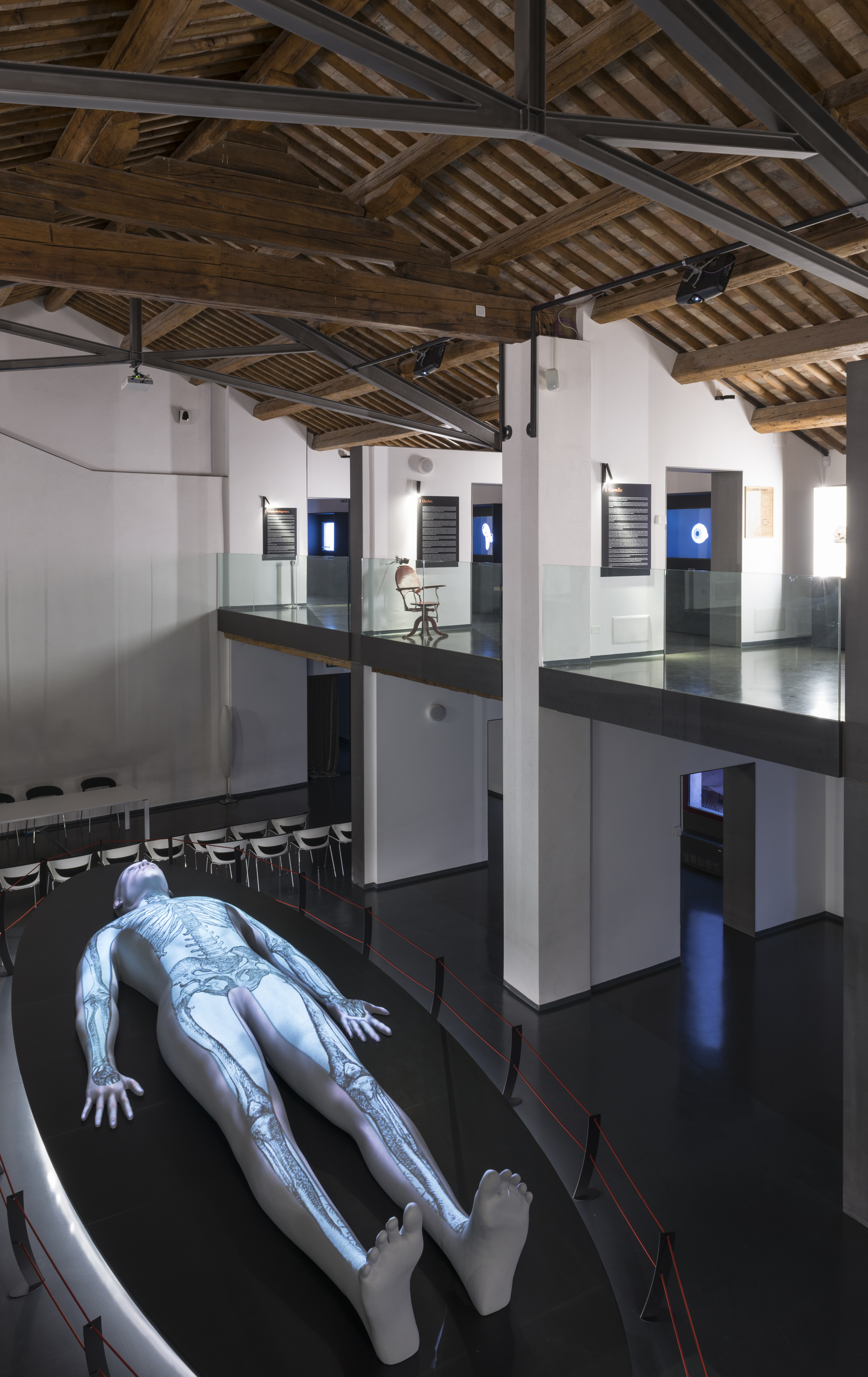
Il teatro anatomico: l'"omone" del MUSME.

Il museo, che si compone di tre piani, è fortemente interattivo e assomma le caratteristiche di un science center assieme a quelle di un museo tradizionale.
Nelle sale del museo, alla collezione di reperti antichi – messi a disposizione da Università di Padova, Musei civici, Azienda ospedaliera e ULSS16 – si affiancano esposizioni interattive, video e giochi multimediali, ideati per illustrare i reperti e chiarire i temi trattati, con appositi percorsi per i bambini. In ogni sala i visitatori possono bussare a grandi porte virtuali, in cui vengono evocati, grazie a dei video a grandezza naturale, i protagonisti del passato che presentano sé stessi e i temi del museo.
A piano terra, la prima sala è dedicata alla storia dell'ex Ospedale di San Francesco Grande. Dal suo portone virtuale, il personaggio di Sibilla de Cetto, fondatrice assieme al marito dell'antico Ospedale, narra le motivazioni e le peculiarità del complesso, descritto da un modello architettonico con proiezioni mappate, mentre Giovanni Battista Monte illustra l'importanza dell'introduzione della pratica clinica e anatomica nell'insegnamento della medicina.
Nella seconda sala il personaggio di Galileo Galilei illustra la rilevanza dell'Università di Padova nella rivoluzione scientifica.
Ai piani superiori sono collocate quattro sale dedicate alla nascita e allo sviluppo delle discipline mediche moderne, con l'anatomia presentata dal personaggio di Andrea Vesalio, la fisiologia da Santorio Santorio, la patologia da Giovanni Battista Morgagni e la terapia da Prospero Alpini.
Oltre a esporre strumenti medici e reperti anatomici di varie epoche, l'allestimento permette di sfogliare alcuni libri virtuali su cui sono proiettate le pagine di testi medici antichi. 
L'anatomia del corpo umano, il lessico medico e il nesso tra malattie e agenti patogeni sono illustrati attraverso giochi interattivi a livelli differenziati di difficoltà. Un tavolo digitale consente di effettuare dissezioni anatomiche virtuali secondo le indicazioni di Vesalio. Sono inoltre preseneti pannelli interattivi e postazioni con disegni animati esplicativi che permettono di misurarsi la pressione e altri parametri fisiologici a scopo didattico.
Dopo le sei sale si apre il grande Teatro anatomico vesaliano, un salone a doppia altezza con al centro un modello parlante di corpo umano di 8 metri, che i visitatori possono interrogare esplorandone al contempo l'anatomia e la fisiologia attraverso realistiche proiezioni.
Il percorso si conclude con due sale dedicate a esposizioni tematiche temporanee, curate da studiosi dell'Università di Padova.